# Ekenabben och Kvarnnäs naturreservat
Ekenabben och Kvarnnäs naturreservat är ett kommunalt naturreservat i Kristianstads kommun i Skåne län.
Området är naturskyddat sedan 2022 och är 127 hektar stort. Reservatet ligger söder om Kristianstad vid Hammarsjöns nordöstra strand och består av en lövskogsklädd udde med ekar och sumpskog.